# عمل موسيقي

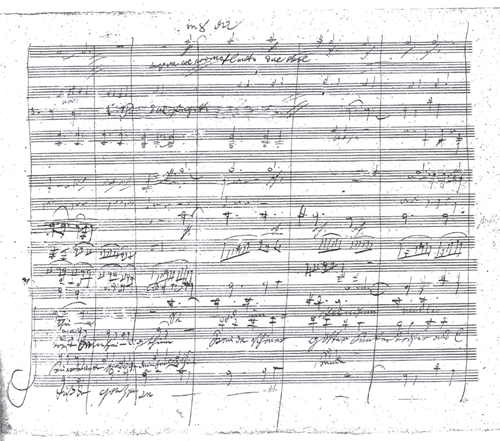

العمل الموسيقي أو المقطوعة الموسيقية الصامتة دون مصاحبه مغني، هو عمل فني مكون من أصوات وإيقاعات تُراعي شكلا موسيقيا، وفكره إلهام تجسد كيفية سريان الأنغام مع الزمن. يلعب السمع على مستوى الإدراك الحسي للموسيقى دورا محوريا في هيكلة العمل، ويسمح بفهم وظيفته لكل فرد فيه، وعليه، فالعمل الموسيقي يعتبر مشروع تلحين خاص.